# Naturbahnrodel-Juniorenweltmeisterschaft 2010
Die 7. FIL-Naturbahnrodel-Juniorenweltmeisterschaft fand vom 29. bis 31. Januar 2010 in Deutschnofen in Südtirol (Italien) statt. Nach den Trainingsläufen am Freitag fielen am Samstag und Sonntag die Entscheidungen im Doppelsitzer und in den Einsitzerbewerben. An den Wertungsläufen nahmen 55 Sportler und Sportlerinnen aus zehn Ländern (Bulgarien, Deutschland, Italien, Österreich, Polen, Rumänien, Russland, Slowenien, Südkorea und Ukraine) teil. Juniorenweltmeister im Einsitzer wurden die Italiener Hannes Clara und Evelin Lanthaler, der Titel im Doppelsitzer ging an die Österreicher Thomas Kammerlander und Christoph Regensburger.

## Technische Daten der Naturrodelbahn
| Name                       | Naturrodelbahn Pfösl-Riep           |
| Koordinaten                | 46° 24′ 11.3″ Nord, 11° 26′ 45″ Ost |
| Seehöhe Start              | 1505 m                              |
| Seehöhe Ziel               | 1384 m                              |
| Höhendifferenz             | 0121 m                              |
| Streckenlänge              | 0871 m                              |
| Durchschnittliches Gefälle | 0013 %                              |
| Minimales Gefälle          | 0005 %                              |
| Maximales Gefälle          | 0016 %                              |

## Einsitzer Herren
| Platz | Name                   | Zeit        |
| ----- | ---------------------- | ----------- |
| 01    | Hannes Clara           | 2:40,91 min |
| 02    | Alex Gruber            | + 0,71 s    |
| 03    | Thomas Kammerlander    | + 0,96 s    |
| 04    | Simon Rungger          | + 3,33 s    |
| 05    | Simon Kainzwaldner     | + 3,61 s    |
| 06    | Patrick Salcher        | + 4,54 s    |
| 07    | Łukasz Goryl           | + 4,70 s    |
| 08    | Luka Švab              | + 5,14 s    |
| 09    | Christoph Regensburger | + 5,30 s    |
| 10    | Dominik Holzknecht     | + 6,14 s    |

Datum: 30. Januar (1. Wertungslauf) und 31. Januar 2010 (2. und 3. Wertungslauf)
Den Einsitzerbewerb der Herren gewann mit Laufbestzeiten in allen drei Durchgängen der Italiener Hannes Clara. Silber ging an seinen Landsmann Alex Gruber und Bronze an den Österreicher Thomas Kammerlander. Von 31 gemeldeten und gestarteten Rodlern kamen 30 in die Wertung.

## Einsitzer Damen
| Platz | Name                | Zeit        |
| ----- | ------------------- | ----------- |
| 01    | Evelin Lanthaler    | 2:44,45 min |
| 02    | Alexandra Obrist    | + 01,76 s   |
| 03    | Andrea Vötter       | + 04,02 s   |
| 04    | Nina Bučinel        | + 07,35 s   |
| 05    | Marija Komarewzewa  | + 07,81 s   |
| 06    | Regina Gilwanowa    | + 08,08 s   |
| 07    | Christina Götschl   | + 08,44 s   |
| 08    | Natalia Waniczek    | + 08,71 s   |
| 09    | Swetlana Scharawina | + 09,65 s   |
| 10    | Wioletta Ryś        | + 10,87 s   |

Datum: 30. Januar (1. Wertungslauf) und 31. Januar 2010 (2. und 3. Wertungslauf)
Im Einsitzer der Frauen gingen alle Medaillen an das Gastgeberland Italien. Die Goldmedaille gewann Evelin Lanthaler mit Bestzeiten in allen drei Wertungsläufen, Silber ging an Alexandra Obrist, die die jeweils zweitbeste Zeit erzielte, und Bronze an Andrea Vötter mit der jeweils drittschnellsten Zeit. Von 17 gemeldeten Rodlerinnen nahmen 16 an der Entscheidung teil und 15 kamen in die Wertung.

## Doppelsitzer
| Platz | Name                                         | Zeit          |
| ----- | -------------------------------------------- | ------------- |
| 1     | Thomas Kammerlander – Christoph Regensburger | 1:56,92 min   |
| 2     | Dominik Apolloner – Dieter Apolloner         | + 00,57 s     |
| 3     | Pawel Silin – Iwan Rodin                     | + 01,12 s     |
| 4     | Rupert Brüggler – Tobias Angerer             | + 02,44 s     |
| 5     | Stanislaw Kowschik – Ilja Tarassow           | + 02,65 s     |
| 6     | Maxim Zwetkow – Denis Moissejew              | + 03,09 s     |
| 7     | Marjan Husner – Stepan Irschak               | + 18,63 s     |
| 8     | Antoni Stoitschkow – Georgi Antschow         | + 20,43 s     |
| 9     | Tobias Mair – Simon Kainzwaldner             | + 1:14,48 min |

Datum: 30. Januar 2010 (beide Wertungsläufe)
Juniorenweltmeister im Doppelsitzer wurden mit Laufbestzeiten in beiden Durchgängen die Österreicher Thomas Kammerlander und Christoph Regensburger. Silber gewannen die Brüder Dominik und Dieter Apolloner, ebenfalls aus Österreich, und Bronze die Russen Pawel Silin und Iwan Rodin. Alle neun gemeldeten und gestarteten Doppelsitzerpaare kamen in die Wertung. 

## Medaillenspiegel
| Platz | Land       | Gold | Silber | Bronze | Gesamt |
| ----- | ---------- | ---- | ------ | ------ | ------ |
| 1.    | Italien    | 2    | 2      | 1      | 5      |
| 2.    | Österreich | 1    | 1      | 1      | 3      |
| 3.    | Russland   | —    | —      | 1      | 1      |